# Мара-Аягъы
Мара-Аягъы (карач.-балк. Мара-Аягъы) — посёлок в Карачаево-Черкесской Республике.
Входит в состав муниципального образования «Карачаевский городской округ».

## География
Посёлок расположен у слияния трёх рек: Кубани, Теберды и Мары, к северо-востоку от города Карачаевск.

## История
Посёлок Мара-Аягъы основан в 1927 году выходцами, в основном переселенцами из аула Каменномост. В том же году был образован колхоз имени А. И. Микояна. В 1935 году на территории посёлка была открыта шахта № 4 по добыче каменного угля (посёлок Маркопи) в составе треста «Ставропольуголь», а затем в продолжение ряда лет открывались шахты № 11, № 41, № 13.
Население посёлка увеличивалось за счёт горняков, и посёлок стал рабочим микрорайоном.
В 1957 году указом Президиума Верховного Совета РСФСР хутор Шертула был переименован в посёлок Мара-Аягъы.
В 1996 году по ходатайству администрации города Карачаевска от 20.07.1996 года за № 162, исходящему из материалов схода граждан микрорайона Мара-Аягъы (Карачаевск-1, шахта № 11, Маркопи), Народное Собрание Карачаево-Черкесской Республики решением от 22.11.1996 года № 297 постановило «образовать новую сельскую администрацию на территории микрорайона Мара-Аягъы, пос. Шахта № 11, пос. Шахта № 13, пос. Маркопи, пос. Юбилейный, с центром в посёлке Мара-Аягъы в составе администрации города Карачаевска».

## Население
| 2002 | 2010  | 2021  |
| ---- | ----- | ----- |
| 3576 | ↗3980 | ↘3422 |